# Alexeï Douchkine
Alexeï Nikolaïevitch Douchkine (1904-1977), en russe : Алексей Николаевич Душкин, en ukrainien : Олексій Миколайович Душкін, est un architecte soviétique reconnu internationalement dès la fin des années 1930 pour ses créations de stations du métro de Moscou.
Il est primé, lors de l'Exposition universelle de Paris 1937 pour la station Dvorets Sovetov (renommée Kropotkinskaïa en 1957), et à la Foire internationale de New York 1939-1940, pour la station Maïakovskaïa. En URSS il reçoit des prix pour ces stations de métro mais aussi pour la réalisation de la tour du ministère soviétique de l'industrie lourde, un gratte-ciel stalinien haut de 133 mètres, inaugurée en 1953 et qui est l'une des Sept sœurs de Moscou. Durant les années 1950, il construit notamment des gares ferroviaires et d'autre bâtiments comme l'emblématique magasin Dietsky mir.
Entré en disgrâce il est démis de toutes ses fonctions en 1956 et termine sa carrière principalement comme enseignant de l'architecture à Moscou. En 2004 une exposition est organisée à Moscou pour le centenaire de sa naissance.

## Biographie
Alexeï Douchkine est né le 24 décembre 1903 (6 janvier 1904 dans le calendrier grégorien), dans le village d'Alexandrovka (actuel Oleksandrivka) (uk) dépendant de la région administrative du gouvernement de Kharkov. Son père, un ingénieur agronome, l'envoie à l'école et en 1919 il le pousse à poursuivre sa formation à l'Institut polytechnique de Kharkov (uk), puis en 1923 à s'orienter dans le département chimie de l'établissement. Mais en 1925, après la mort de son père, Alexeï Douchkine, doué en dessin, donne une nouvelle orientation à sa formation en intégrant la classe d'Alexeï Beketov, architecte reconnu et professeur d'architecture dans un autre département du même institut.
Membre du groupe (brigade) VOPRA, il présente un projet au concours pour la réalisation du Palais des Soviets et remporte l'un des premiers prix (1932-1933), en collaboration avec Dodynstev. Cette réussite lui permet de partir pour Moscou où il entre, comme membre dans le « 3e atelier du Mossoviet » sous la direction d'Ivan Fomine.
C'est, en 1935, la mise en service de la première ligne du métro de Moscou, avec l'ouverture de la station Dvorets Sovetov (renommée Kropotkinskaïa en 1957) qu'il a conçu, en collaboration avec Yakov Lichtenberg, qui lui assure une célébrité, qui dépasse les utilisateurs du métro. Cette station est notamment présente en double page dans le numéro huit du magazine L'URSS en construction.
Cette notoriété lui permet de réaliser d'autres stations du métro de Moscou et de devenir directeur du « bureau d'architecture du Metroproekt » entre 1941 et 1943.
Il est ensuite nommé architecte en chef, au « Metroguiprotrans », de l'« atelier central d'architecture du ministère des voies de communications ». En parallèle il réalise en association des gares ferroviaires et divers bâtiments jusqu'en 1956. Année où il est démis de toutes ses fonctions après une résolution du parti communiste sur « le décoratorativisme dans la construction et l'architecture ».
Il réalise encore quelques bâtiments sans que son nom soit cité. Puis il se consacre à l'enseignement et à la mise en scène de sculptures monumentales.
Alexeï Douchkine meurt à Moscou le 8 octobre 1977, il est enterré au cimetière arménien de Moscou.

## Principales réalisations

### Stations du métro de Moscou
- Kropotkinskaïa en collaboration avec Lichtenberg (1934-1935)[2]
- Plochtchad Revolioutsi, station et vestibule (1935-1938)[2]
- Maïakovskaïa, station et vestibule (1936-1938)[2]
- Avtozavodskaïa, station et vestibule (1939-1944)[2]
- Novoslobodskaïa, station et vestibule, avec Strelkov et Korine (1948-1952)[2]

Stations
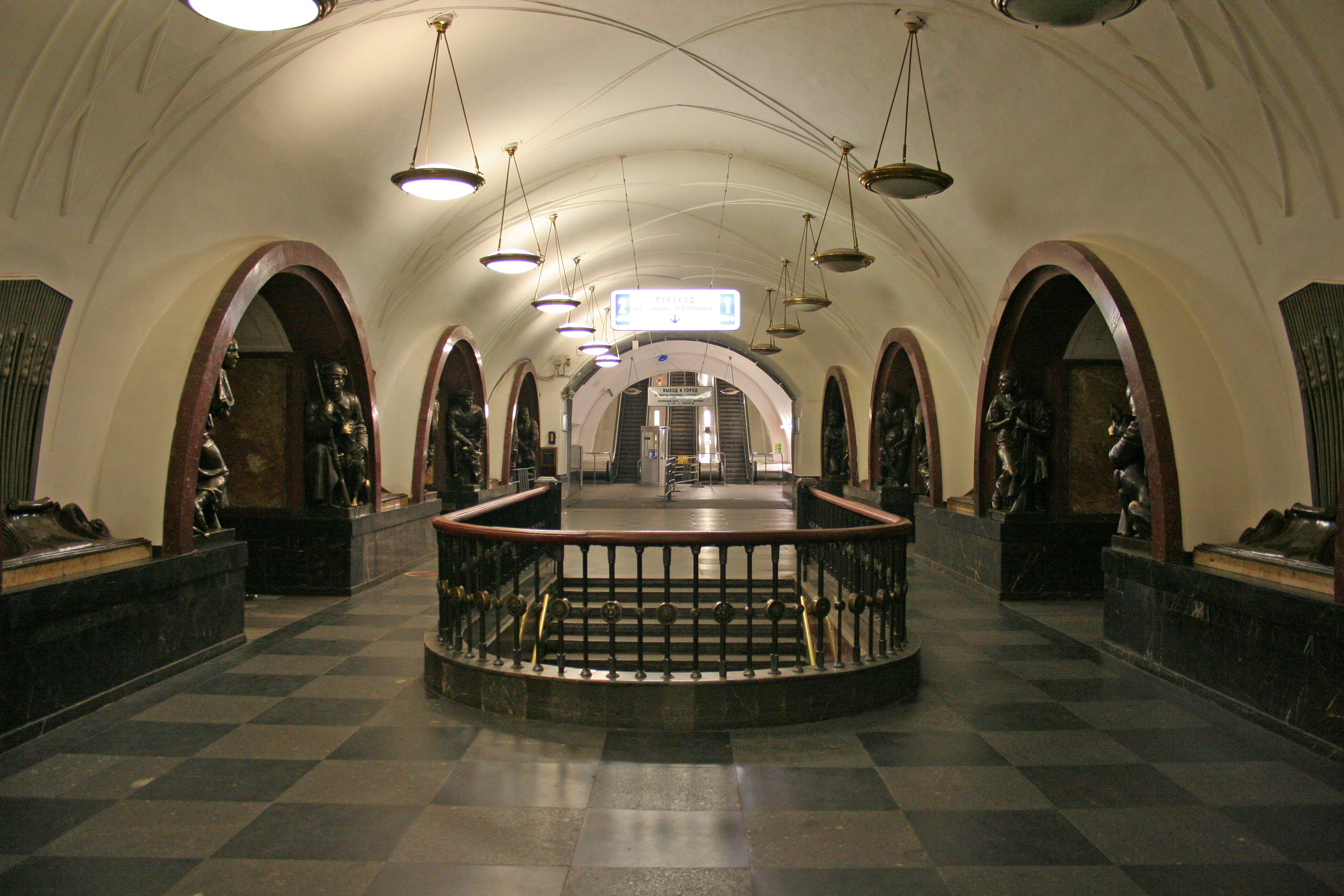
Plochtchad Revolioutsi.
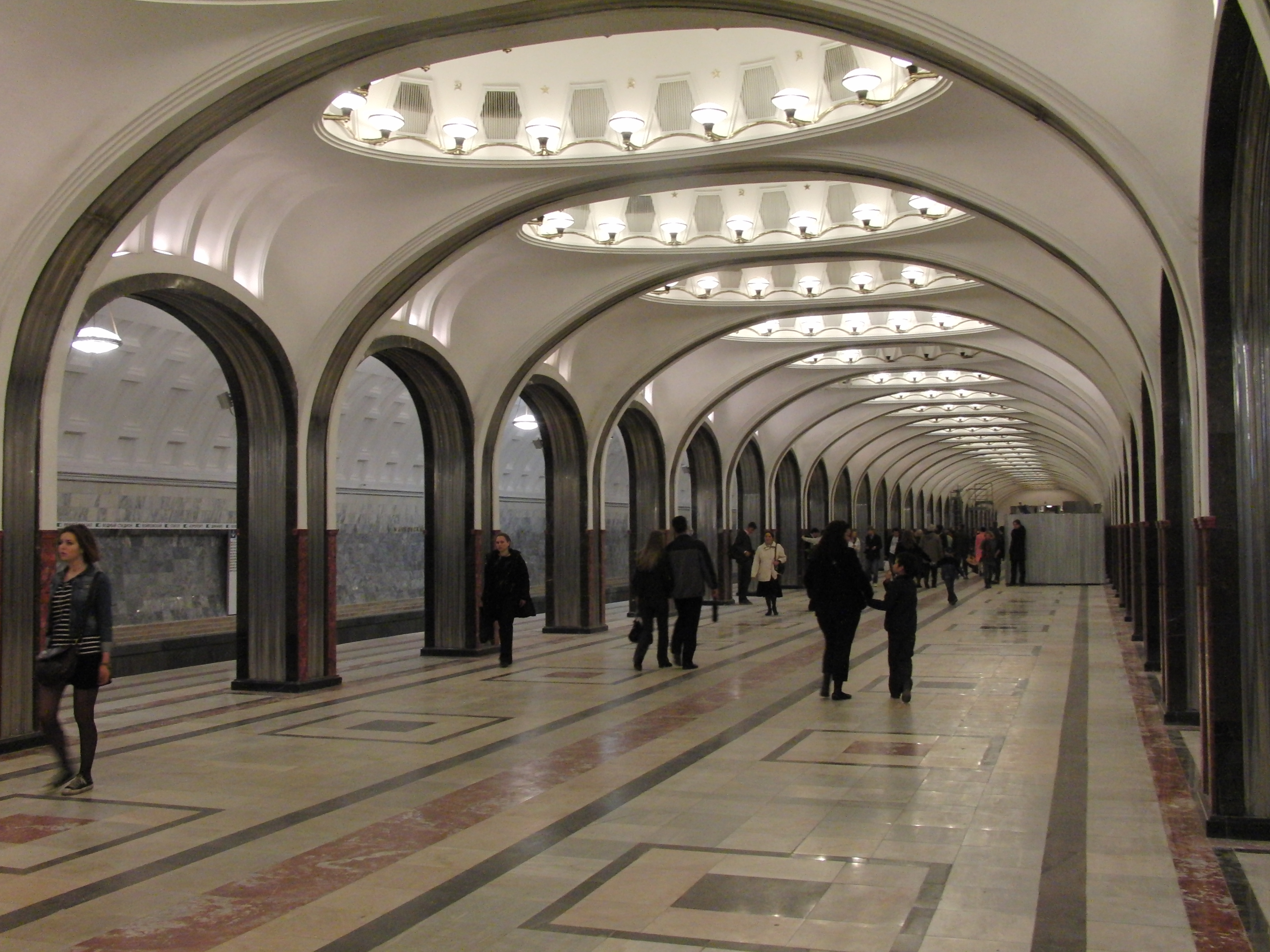
Maïakovskaïa.
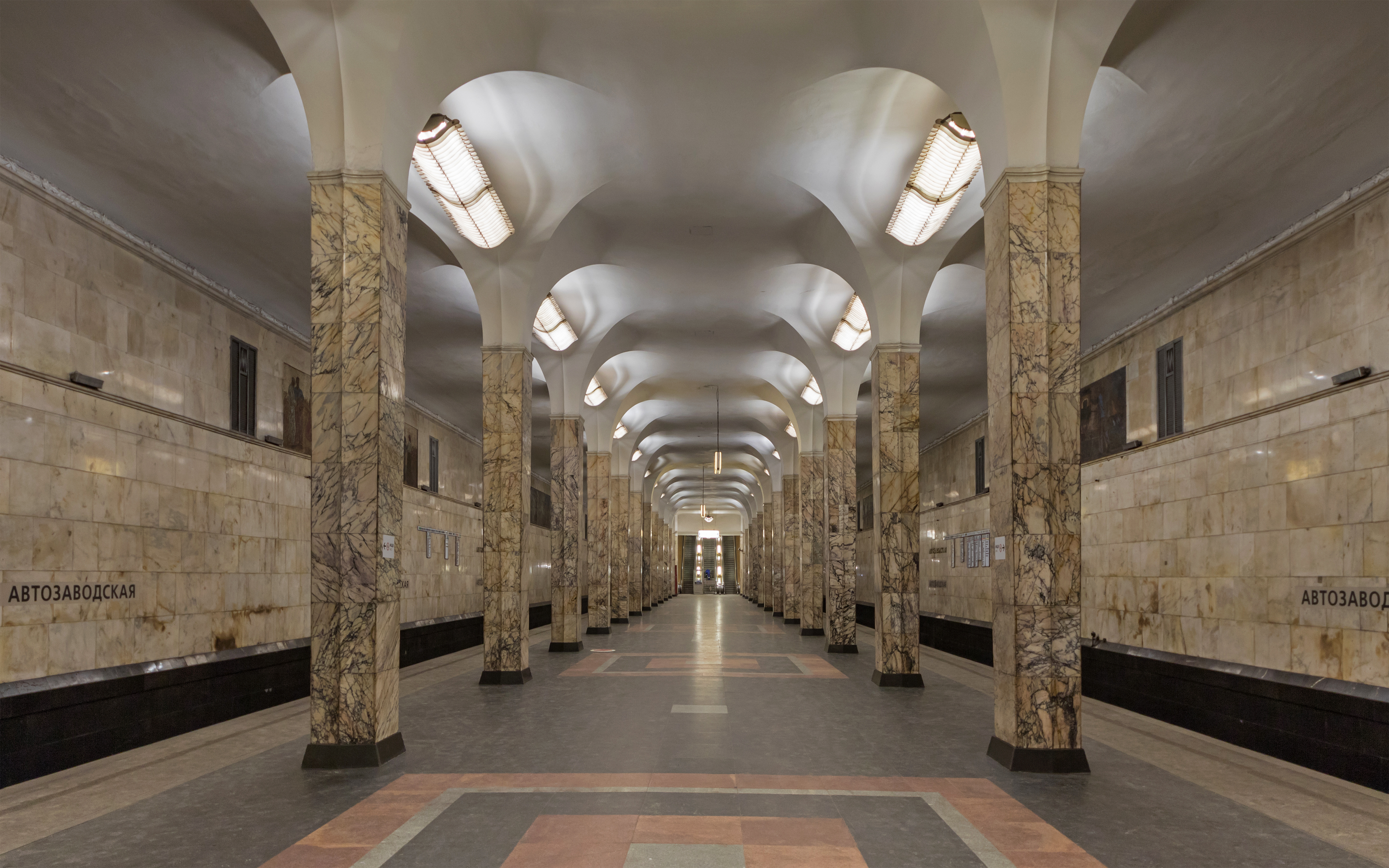
Avtozavodskaïa.

### Gares ferroviaires
- Gare de Sotchi[2]
- Gare de Simferopol[2]
- Gare de Dnipro[2]

Gares
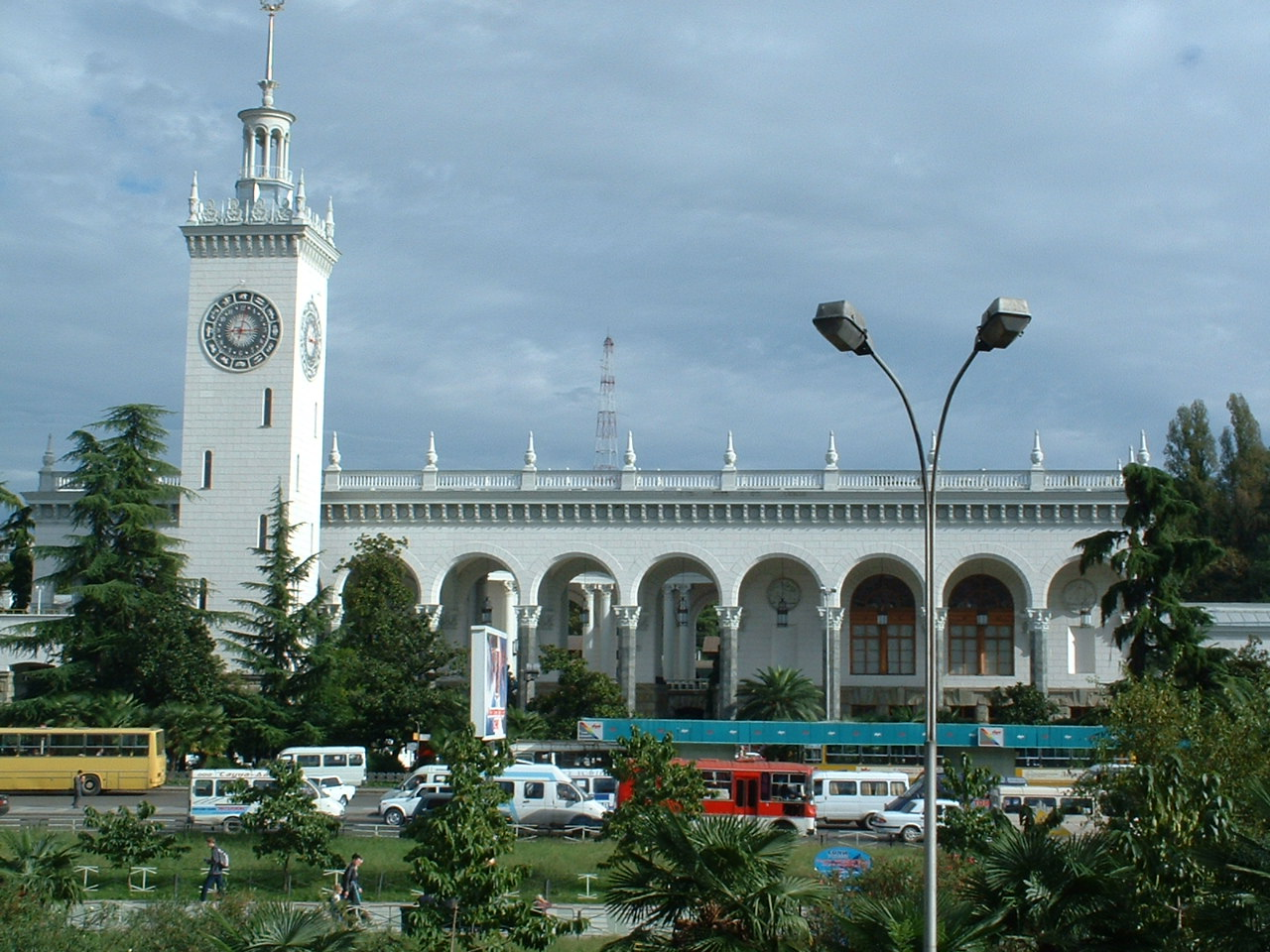
Sochi.
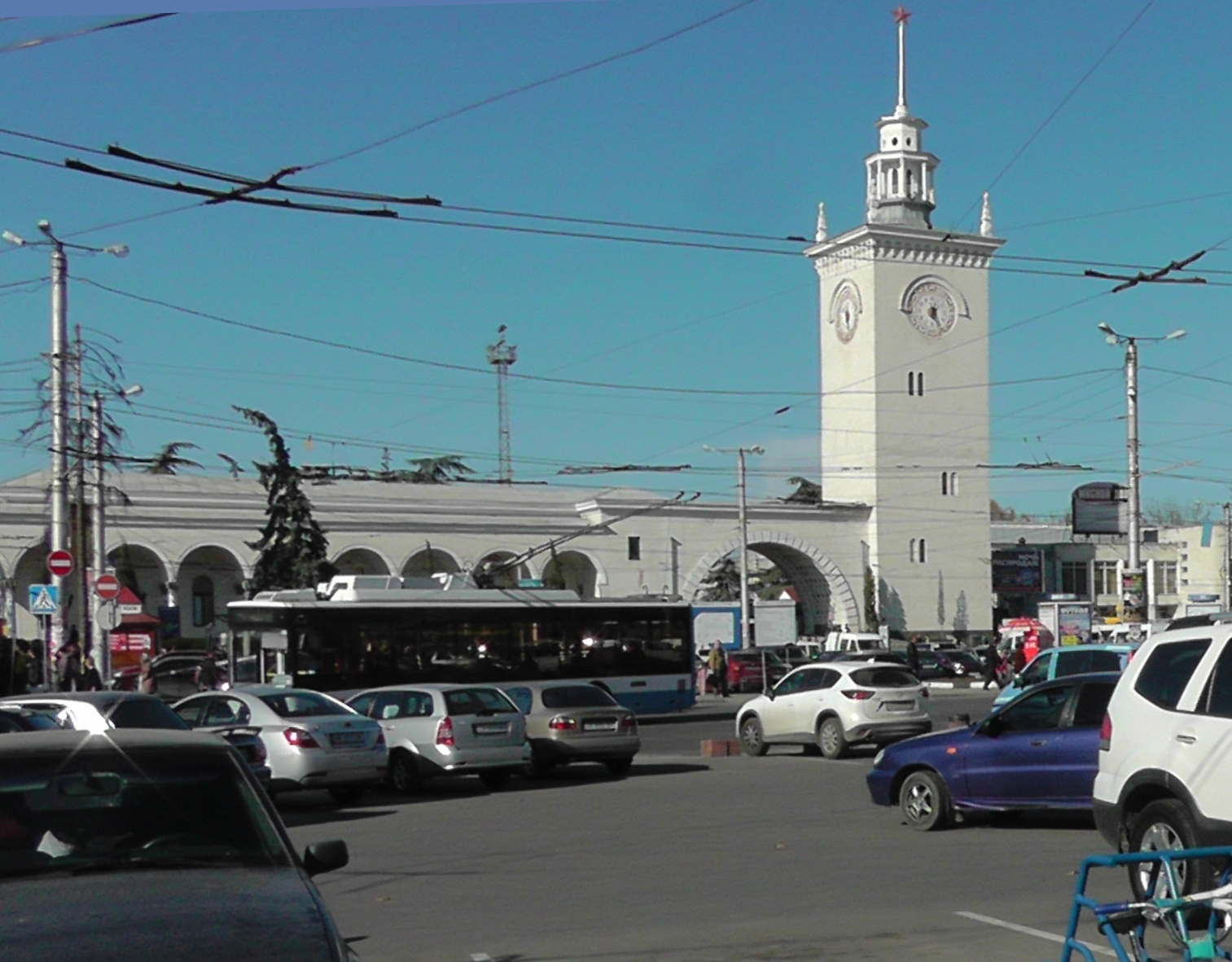
Simferopol.

### Autres bâtiments
- Tour du ministère soviétique de l'industrie lourde, dit aussi Krasnye Vorota, avec Mezentsev[2] (1951)
- Magasin Dietsky mir[2] (1955-1956)

Autres bâtiments
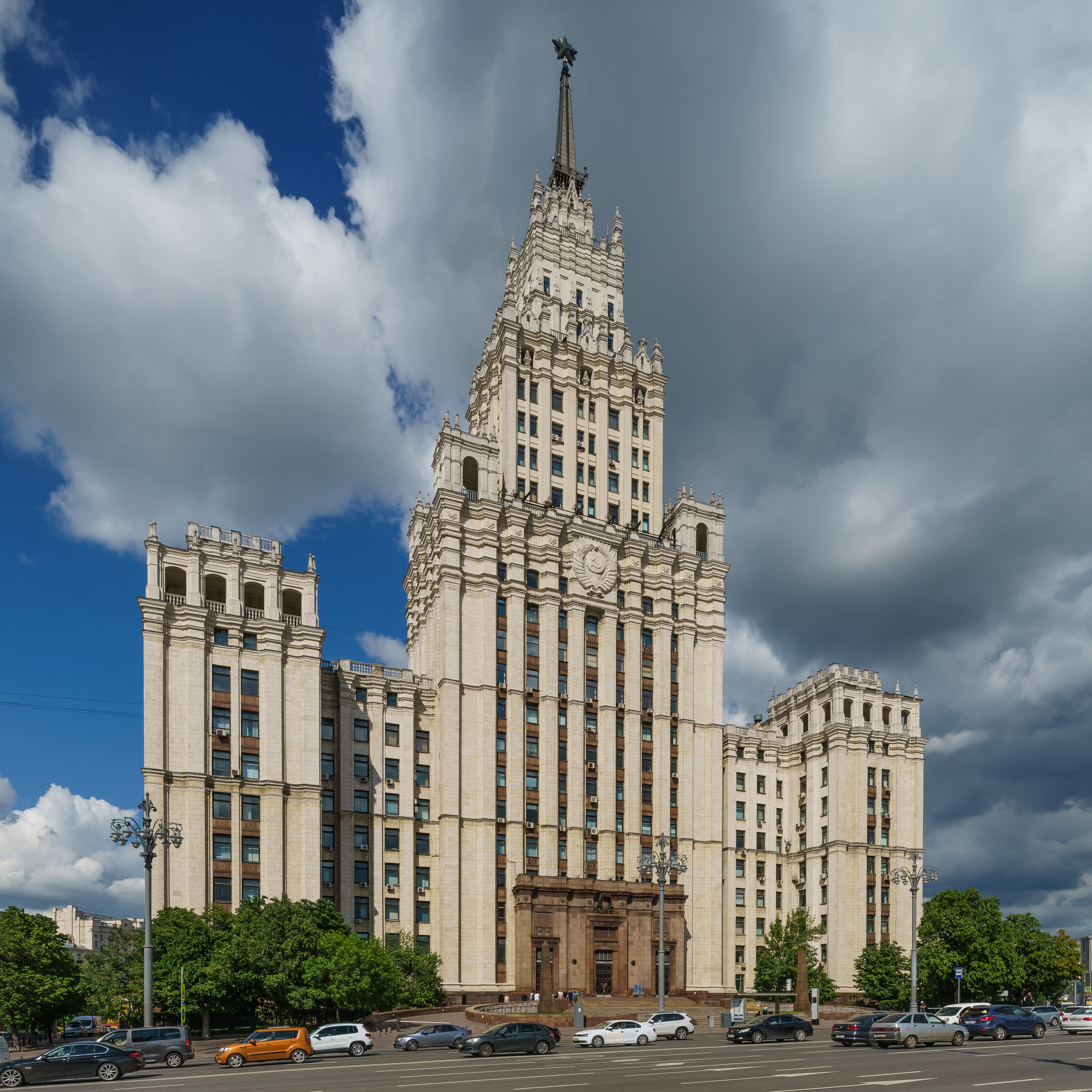
Krasnye Vorota.
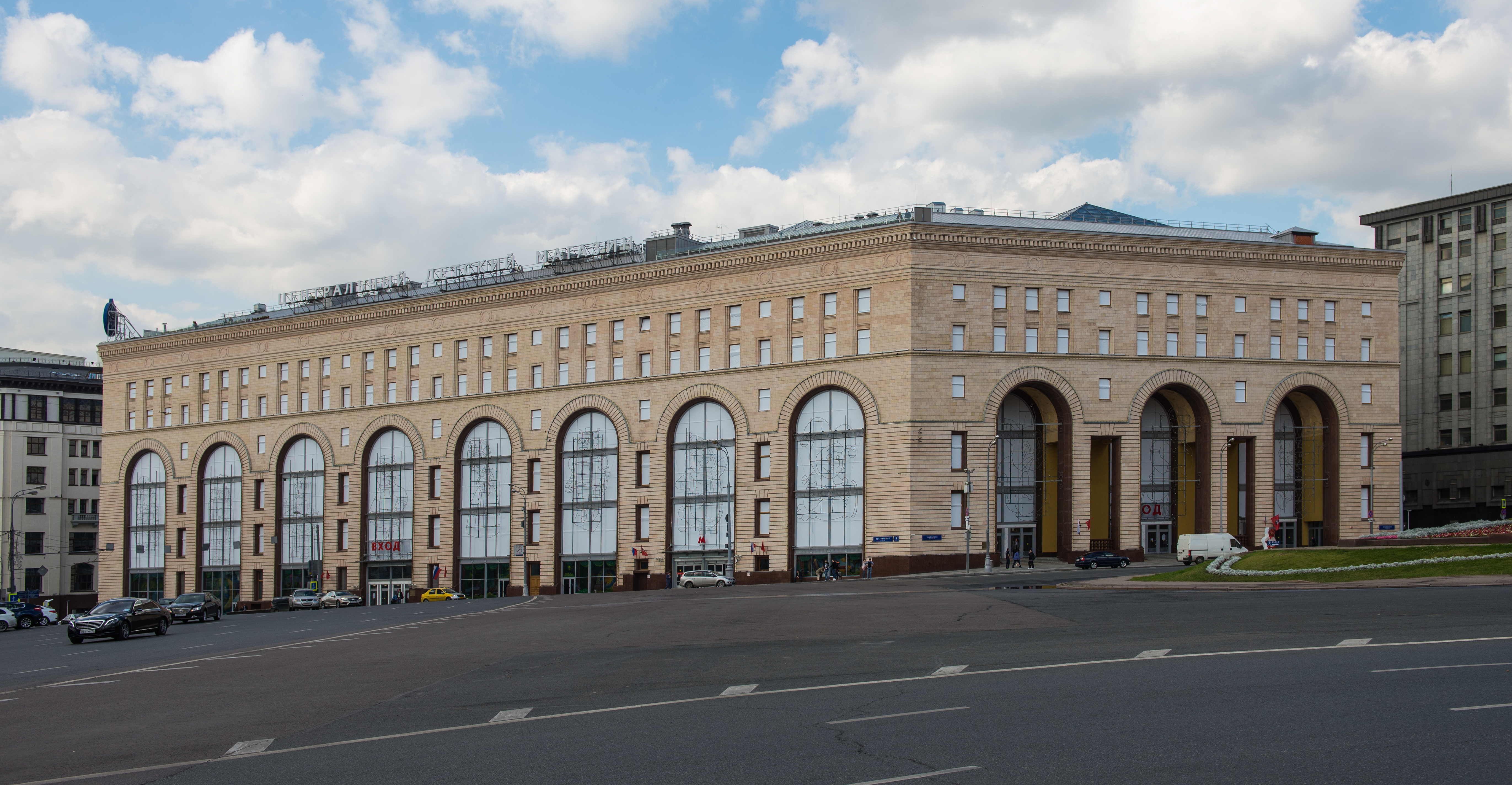
Magasin Dietsky mir (enfants monde), restauré.

### Divers
- Tête de Lénine (ru) à Oulan-Oude
- Station-service du Kremlin rue Volkonska

## Prix et distinctions
- Diplôme d'honneur à l'Exposition universelle de 1937 à Paris, pour la station Dvorets Sovetov[2]
- Médaille d'or à l'Exposition Universelle de New York 1939-1940, pour la station Maïakovskaïa[2]
- Prix Staline second degré en 1941, pour la station Dvorets Sovetov[6]
- Prix Staline second degré en 1946, pour la station Avtozavodskaïa[6]
- Prix Staline second degré en 1949, pour l'immeuble Tour du ministère soviétique de l'industrie lourde[6]
- Ordre de Lénine[6]
- Ordre du Drapeau rouge du Travail[6]
- Médaille du Mérite au travail de la Grande Guerre patriotique

## Hommages
En 2004, le musée d'architecture de Moscou présente une exposition intitulée en russe : Алексей Николаевич Душкин. Архитектура 1930—1950-х годов (Alexeï Douchkine. Architecture 1930-1950-s) pour le centenaire de la naissance de l'architecte.